# واسابی (فیلم)
واسابی (انگلیسی: Wasabi) یک فیلم در ژانر اکشن و کمدی به کارگردانی ژرار کراوسیک است که در سال ۲۰۰۱ منتشر شد. از بازیگران آن می‌توان به ژان رنو، ریوکو هیروسوئه، میشل مولر، و کارول بوکه اشاره کرد.